# می (شخصیت)
مِی (به انگلیسی: Mai) یک شخصیت داستانی خیالی در مجموعهٔ پویانمایی آواتار: آخرین بادافزار نیکلودئون است که توسط مایکل دانته دی‌مارتینو و برایان کونیتزکو خلق شده است. صداپیشگی این شخصیت را کریکت لی انجام داده است. می دوست دوران کودکی آزولا و تای لی است که با مهارت‌های رزمی و چاقو‌های خود در ابتدا به آزولا کمک می‌کند اما پس از اختلاف‌هایی که بین او و آزولا اتفاق می‌افتد و همچنین علاقه‌ای که به زوکو داشت آنها را به دشمن همدیگر تبدیل کرد و سپس می به زوکو و گروه آواتار برای شکست نقشه‌های آزولا ملحق شد.